# Торпедные катера типа MTSM
Торпедные катера типа MTSM (итал. Motoscafo Turismo Silurante Modificato — туристическая моторная лодка торпедная модифицированная) — специальные малые моторные торпедные катера итальянского производства времен Второй мировой войны, созданные для совершения диверсионных операций и атак на вражеские суда и портово-прибрежную инфраструктуру. Отличались малой заметностью и скрытностью вооружения. Применялись секретным диверсионным подразделением — 10-й флотилией MAS Королевских военно-морских сил Италии.

## История создания
Разработка штурмового торпедного катера началась в декабре 1939 года. Целью итальянского военно-морского командования был небольшой, скоростной двухместный моторный торпедный катер на базе катеров типа МТМ. Помимо скорости и дальности хода, катер должен был успешно выполнять операции против стоящих на якоре целей. Для этого катер MTS оснащался одной 450-мм торпедой.
Летом 1940 года с судоверфи фирмы Baglietto в Варацце были спущены четыре первых катера с номерами — MTS 1, MTS 2, MTS 3, MTS 4. Эти катера были испытаны в ходе неудачного нападение на греческие военно-морские силы албанском пору Эдды 5 апреля 1941 года. После атаки стало ясно, что главным недостатком катеров является деревянный корпус. Поэтому MTS были существенно доработаны.

## Характеристики
В 1941 году был представлен доработанный вариант получивший название MTSM — моторный торпедный катер модифицированный. При водоизмещении в 3 тонны, MTSM имел длину корпуса 8,4 метра, 2,2 метра и осадку в 0,6 метра. Катер оснащался двумя подвесными моторами Alfa Romeo AR 6c общей мощностью в 190 л. с. дававшими возможность развивать максимальную скорость в 34 узла при полной нагрузке. Особенностью MTSM было его вооружение. Если обычные торпедные катера, имевшие более крупное водоизмещение, несли торпеды по бортам корпуса, то в MTSM торпеда помещалась внутри корпуса в желобном торпедном аппарате и выпускалась с килевой стороны. Так же в корпусе помещались 2 малые глубинные бомбы или диверсионные мины (подрывные заряды) по 50 килограммов каждая, которые можно было бы заложить при входе в гавань вражеского порта.
Свои первые испытания новый торпедный катер итальянцев прошёл осенью 1941 года. А всего между 1941 и 1943 годами было построено около 100 таких катеров.

## Применение
Основное боевое оперативное применение MTSM было против союзнической линии снабжения между Эль-Аламейном и Александрией. Эти катера принадлежали подразделению 10-й флотилии MAS, её моторизованной колонне «Giobbe», которая перевозила катера вдоль побережья на автомобилях с прицепами. Однако в первое время успехов не было из-за превосходства союзников в воздухе. Только 29 августа 1942 года недалеко от Эль-Даба (Египет), катер MTSM-228 под командованием Пьетро Карминатти и с членом экипажа Чезаро Сани, торпедировал с расстояния 150 метров эскортный миноносец HMS Eridge типа «Хант», выведя его из строя, после чего он был отбуксирован в Александрию. Вызванная британская авиация серьезно повредила MTSM-228 вследствие чего экипаж покинул судно, а на следующий день немецкий бомбардировщик «Штука» по ошибке уничтожил его.
Так же пять катеров MTSM были в составе 4-й флотилии MAS, в моторизованной колонне «Moccagatta» развёрнутой в 1942 году в оккупированном Крыму. Итальянские источники указывают, что в ночь на 6 июня 1942 года катером MTSM было торпедировано и повреждено советское грузовое судно водоизмещением 4 тысячи тонн, затем оно было уничтожено немецкой авиацией. 6 июля небольшое советское судно с 13 военнослужащими было захвачено другим MTSM, около Фороса.
После капитуляции Италии в сентябре 1943 года, несколько катеров MTSM использовались итальянскими военно-морскими силами совместно с англо-американскими союзниками на Средиземноморье, тогда как неизвестное количество этих катеров попало в распоряжении немцев оккупировавших Север Италии и передано в распоряжение военно-морских сил марионеточной прогерманской Итальянской социальной республики. Большинство операций последних проходило в Адриатическом море, иногда со смешанными итальянскими и немецкими экипажами.

### Комментарии
1. Модификация MTSMA (итал. Motoscafo Turismo Silurante Modificato Allargato — туристическая моторная лодка торпедная модифицированная увеличенная) при увеличенном до 3,65 тонн водоизмещении имела те же двигатели, что привело к снижению максимальной скорости до 29 узлов; кроме того было усилено вооружение катера: возросла масса глубинных бомб (2 × 70 кг), экипаж получил пулемёт для самообороны, была установлена дымовая шашка (так называемый «дымовой бак») для постановки дымовых завес[1].
2. ↑  Модификация MTSMA (итал. Motoscafo Turismo Silurante Modificato Allargato — туристическая моторная лодка торпедная модифицированная увеличенная) при увеличенном до 3,65 тонн водоизмещении имела те же двигатели, что привело к снижению максимальной скорости до 29 узлов; кроме того было усилено вооружение катера: возросла масса глубинных бомб (2 × 70 кг), экипаж получил пулемёт для самообороны, была установлена дымовая шашка (так называемый «дымовой бак») для постановки дымовых завес[1].